# Eddy Carvalho
Edwandersson Carvalho (Vitória, Espírito Santo, 29 de março de 1987) é um jogador de basquetebol brasileiro, revelado no clube Saldanha da Gama. O atleta se tornou o primeiro capixaba a ser campeão do NBB.
Eddy atuou em todas as temporadas do NBB, desde 2008. Se destacando pelo vigor físico, já em seu primeiro ano na Liga alcançou sua maior média de pontos na carreira (16.7pts). O seu estilo de jogo foi se transformando com o basquete moderno e hoje se tornou um dos melhores arremessadores do país, com mais de 500 cestas de 3 pontos convertidas.
No NBB, Eddy atuou por Saldanha da Gama (2008/09), Bauru Basket (2009/10), CECRE/Vitória (ES) (2010/2011), Paulistano (2011/12, 2012/13), Espírito Santo (2013/14), Macaé (2014/15) e de volta ao Paulistano (2016/17, 2017/18, 2018/19, 2019/20). Foi no CAP que Eddy se consagrou Campeão Paulista de Basquete em 2017, Campeão do NBB em 2017/18 e 3º lugar na FIBA Liga das Américas 2019. Na última temporada 2019/20, Eddy foi nomeado capitão da equipe do Paulistano e se tornou o jogador que mais vestiu a camisa do clube no NBB, completando 189 jogos.

## Títulos
Clube de Regatas Saldanha da Gama
- Tetracampeão Capixaba: 2005 até 2008

Macaé
- Vice-campeão Carioca: 2015[7]

Paulistano
- Campeão Paulista: 2017
- Campeão NBB: 2017/18
- Vice-campeão NBB: 2016/17[8]
- Vice-campeão Paulista: 2018[9]